# Šimon Falta
Šimon Falta, né le 23 avril 1993 à Ústí nad Orlicí en Tchéquie, est un footballeur tchèque qui évolue au poste de milieu de terrain au FC Brno.

## Biographie

### Carrière en club

#### Sigma Olomouc
Formé au Sigma Olomouc, Šimon Falta fait ses débuts en professionnel le 9 mars 2013, lors d'un match de championnat contre le FC Vysočina Jihlava, où son équipe gagne sur le score de 3-0. Le 11 mai 2013, pour son deuxième match en pro seulement, il inscrit son premier but lors d'une remportée par son équipe contre le 1. FK Příbram (0-2). S'il ne joue que cinq matchs lors de sa première saison, il a davantage sa chance la suivante, et s'impose au fil du temps dans l'équipe première.
Avec le Sigma Olomouc, il est relégué à deux reprises mais remporte également deux fois la Druhá Liga, lors des saisons 2014-2015 et 2016-2017.
Il joue son premier match en Coupe d'Europe le 9 août 2018, lors du troisième tour préliminaire de la Ligue Europa, face au club kazakh du Kaïrat Almaty (victoire 2-0 des Tchèques).

### Viktoria Plzeň
Le 11 janvier 2021, lors du mercato hivernal, Šimon Falta rejoint le Viktoria Plzeň pour un contrat courant jusqu'en juin 2023.

### Prêts
Le 3 janvier 2022, Šimon Falta est prêté jusqu'à la fin de la saison avec option d'achat au Baník Ostrava.
Lors de l'été 2022, Falta est cette fois prêté au FC Zbrojovka Brno pour une saison.

### En sélection nationale
Šimon Falta honore sa première sélection avec la République tchèque face à l'Islande le 8 novembre 2017. Il entre en jeu à la place de Jakub Jankto et les Tchèques s'imposent sur le score de 1-2. Trois jours plus tard, il est titularisé pour sa deuxième sélection face au Qatar en amical, où son équipe s'impose (0-1).

## Statistiques
| Saison                | Club                  | Championnat           | Championnat | Championnat | Coupe(s) nationale(s) | Coupe(s) nationale(s) | Compétition(s) continentale(s) | Compétition(s) continentale(s) | Compétition(s) continentale(s) | Total | Total |
| Saison                | Club                  | Division              | M.          | B.          | M.                    | B.                    | Comp.                          | M.                             | B.                             | M.    | B.    |
| 2012-2013             | Sigma Olomouc         | D1                    | 5           | 1           | -                     | -                     | -                              | -                              | -                              | 5     | 1     |
| 2013-2014             | Sigma Olomouc         | D1                    | 19          | 1           | 3                     | 1                     | -                              | -                              | -                              | 22    | 2     |
| 2014-2015             | Sigma Olomouc         | D2                    | 4           | 1           | -                     | -                     | -                              | -                              | -                              | 4     | 1     |
| 2015-2016             | Sigma Olomouc         | D1                    | 20          | 2           | 4                     | 0                     | -                              | -                              | -                              | 24    | 2     |
| 2016-2017             | Sigma Olomouc         | D2                    | 28          | 2           | 2                     | 1                     | -                              | -                              | -                              | 30    | 3     |
| 2017-2018             | Sigma Olomouc         | D1                    | 29          | 4           | 2                     | 0                     | -                              | -                              | -                              | 31    | 4     |
| 2018-2019             | Sigma Olomouc         | D1                    | 29          | 3           | 3                     | 3                     | C3                             | 4                              | 0                              | 36    | 6     |
| 2019-2020             | Sigma Olomouc         | D1                    | 23          | 2           | 2                     | 0                     | -                              | -                              | -                              | 25    | 2     |
| Total sur la carrière | Total sur la carrière | Total sur la carrière | 157         | 16          | 16                    | 5                     | -                              | 4                              | 0                              | 177   | 21    |

## Palmarès
Sigma Olomouc
- Champion de Druhá Liga en 2014-2015 et 2016-2017.